# Els Verds de Mallorca
Els Verds de Mallorca (Los Verdes de Mallorca) fue un partido político español de carácter ecologista cuyo ámbito de actuación era la isla de Mallorca. Se creó en 1998, como parte y continuación de Els Verds de les Illes. Formaba parte de la Confederación de Los Verdes estatal. En noviembre de 2010 se fusionó con Iniciativa d'Esquerres para dar lugar a Iniciativa Verdes-Equo, Islas Baleares.
Su política de pactos le ha llevado en diversas ocasiones al Consejo Insular de Mallorca, al Parlamento de las Islas Baleares y a varios ayuntamientos de la isla. En la actualidad, y tras las elecciones locales, autonómicas y a los consejos insulares de 2007, Els Verds de Mallorca forman parte del equipo de gobierno del ayuntamiento de Palma de Mallorca, el Consejo Insular de Mallorca y del Gobierno de Islas Baleares.
Els Verds de Mallorca han impulsado la colaboración con la agrupación mallorquina de Esquerra Unida, la federación balear de Izquierda Unida, con la cual tuvieron un pacto estable, como Esquerra Unida - Els Verds (EU-EV) y posteriormente como Alternativa EU-EV desde 1999 hasta 2009. También con otros partidos de izquierdas de Mallorca. Se han presentado a todas las elecciones generales y autonómicas en coalición con Izquierda Unida, salvo en las generales de 2000, en las que concurrieron en coalición con el resto de partidos verdes de las islas como Los Verdes de las Islas Baleares. EU-EV ha concurrido en varias elecciones en coaliciones mayores, como Progresistas por las Islas Baleares, en las generales de 2004, o Bloc per Mallorca, en las autonómicas de 2007.
En 1999 obtuvieron su primer escaño en el Parlamento de las Islas Baleares, en coalición con Esquerra Unida, para Margalida Roselló (uno de los tres obtenidos por la coalición). Formaron parte del Gobierno de coalición liderado por Francesc Antich, entre 1999 y 2003 donde Roselló fue Consejera de Medio Ambiente. En las elecciones autonómicas de 2003 Els Verds de Mallorca se presentaron de nuevo en coalición con Esquerra Unida. Aunque la candidatura perdió votos y escaños (pasó de tres a dos), nuevamente fue elegida diputada Margalida Rosello.
En 2007, EU-EV creó junto con PSM-Entesa Nacionalista y Esquerra Republicana de Catalunya (ERC) una coalición para las elecciones al Parlamento de las Islas Baleares y al Consejo Insular de Mallorca, el Bloc per Mallorca. Miquel Àngel Llauger fue elegido diputado en el Parlamento. Sin embargo, en junio de 2009, Els Versd de Mallorca decidieron abandonar su alianza con Esquerra Unida, permaneciendo en el Bloc per Mallorca a título individual, no como integrante de EU-EV.
Els Verds de Mallorca tiene como coordinador general a Antoni Seguí, que sustituyó en junio de 2009 a Antoni Esteva. Sus caras más conocidas son Jordi López, Miquel Àngel Llauger (diputado autonómico) y Margalida Rosselló (exdiputada autonómica).
A principios de octubre de 2010 se anunció su convergencia con Iniciativa d'Esquerres para formar un único partido. El 6 de noviembre se celebró la asamblea constituyente del nuevo partido, Iniciativa Verds.

## Coordinadores generales
- Margalida Rosselló (hasta 2004[5])
- Miquel Àngel Llauger (2004-2007)
- Antoni Esteva (2007-2009)
- Antoni Seguí (desde 2009)